# Verfassung Gambias
Die aktuelle Verfassung Gambias ist seit 1997 in dem westafrikanischen Staat Gambia in Kraft und wurde zuletzt 2017 überarbeitet. Sie gliedert sich in 23 Kapitel mit 232 Paragraphen.

## Geschichte
Die gambische Regierung beabsichtigte 1965 aus dem Commonwealth Realm auszutreten und Gambia in eine Präsidialrepublik umzuwandeln. Dazu war eine Verfassungsänderung nötig, ein Volksentscheid dazu wurde 1965 durchgeführt. Diese scheiterte knapp an der nötigen Zweidrittelmehrheit. Der Volksentscheid wurde 1970 wiederholt und mit der nötigen Mehrheit angenommen. Die Verfassung der Ersten Republik Gambias trat 1970 damit in Kraft.
Die Verfassung von 1970 wurde 1994 durch den Militärputsch durch die Armed Forces Provisional Ruling Council außer Kraft gesetzt.
Durch ein Verfassungsreferendum wurde am 8. August 1996 über die Verfassung der Zweiten Republik Gambias abgestimmt, diese trat dann am 1. Januar 1997 in Kraft.
Zuletzt wurde die aktuelle Verfassung 2017 geändert.
Ab 2018 erarbeitete die Constitutional Review Commission Vorschläge für eine Verfassungsreform. Im September 2020 verfehlte der Verfassungsentwurf jedoch eine Zweidrittelmehrheit in der gambischen Nationalversammlung. Damit war der Versuch einer Verfassungsreform gescheitert.